# Оренсе (футбольний клуб)
Футбольний клуб «Оренсе» (ісп. Orense Sporting Club) — професійний еквадорський футбольний клуб з міста Мачала. Клуб грає в еквадорській Серії A, найвищому рівні еквадорського футболу. Клуб заснований у 2009 році, та проводить домашні матчі на стадіоні «Естадіо 9 Майо» місткістю 17800 глядачів. Найвищим досягненням клубу є виграш еквадорської серії Б у 2019 році.